# Johann Friedrich Voigt (Jurist)
Johann Friedrich Voigt (* 26. August 1804 in Hamburg; † 22. Mai 1886 ebenda) war ein deutscher Instanzrichter und Reichsoberhandelsgerichtsrat.

## Herkunft
Seine Eltern waren der Kaufmann Johann Friedrich Voigt (* 11. September 1771; † 27. Oktober 1831) und dessen Ehefrau Katharina Elisabeth Lohmann. Sein Bruder Gustav (* 1813) war Pastor in Döse (Amt Ritzebüttel).

## Leben

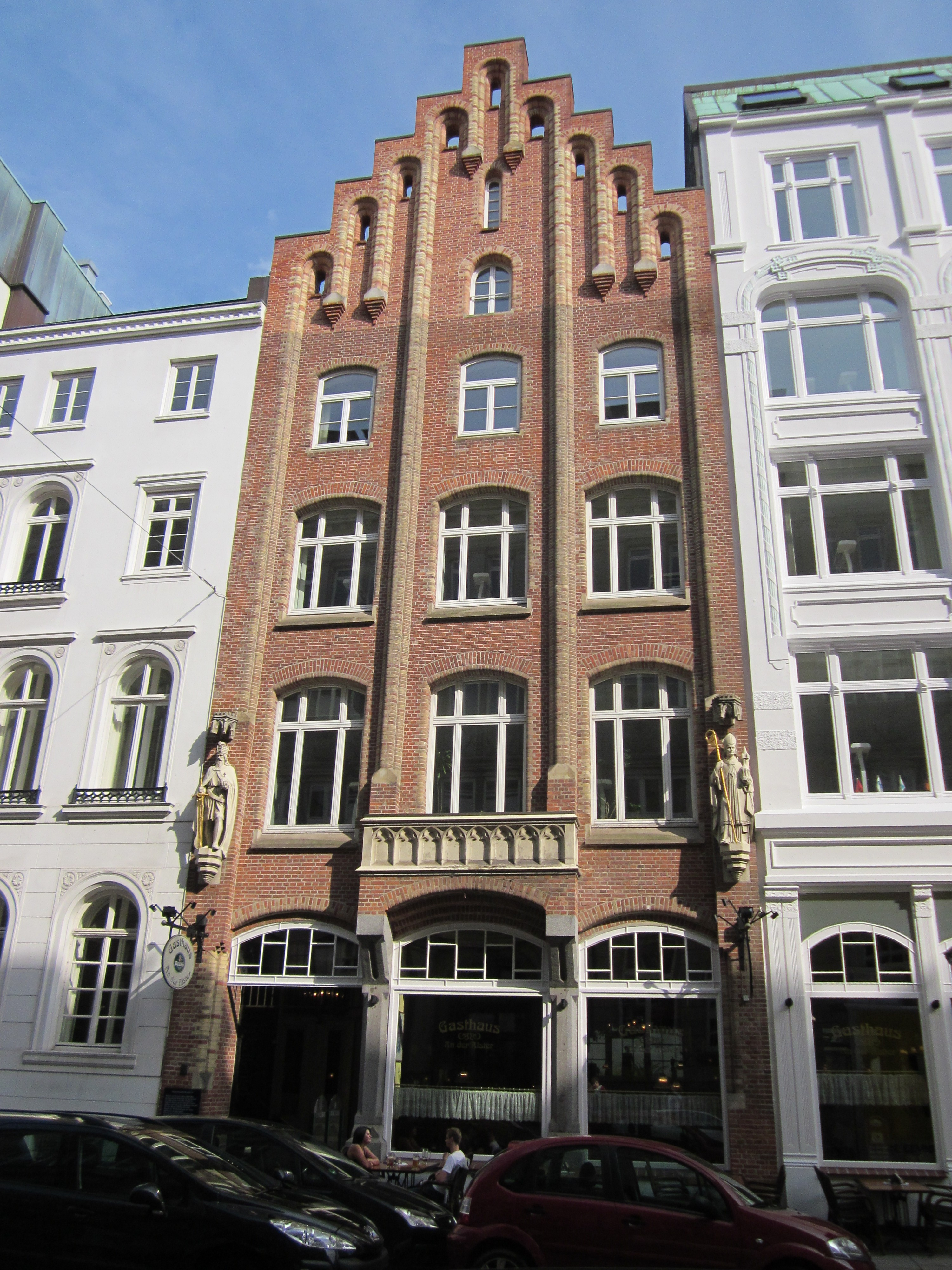
Voigts Wohnhaus in der Ferdinandstraße 65 in Hamburg.

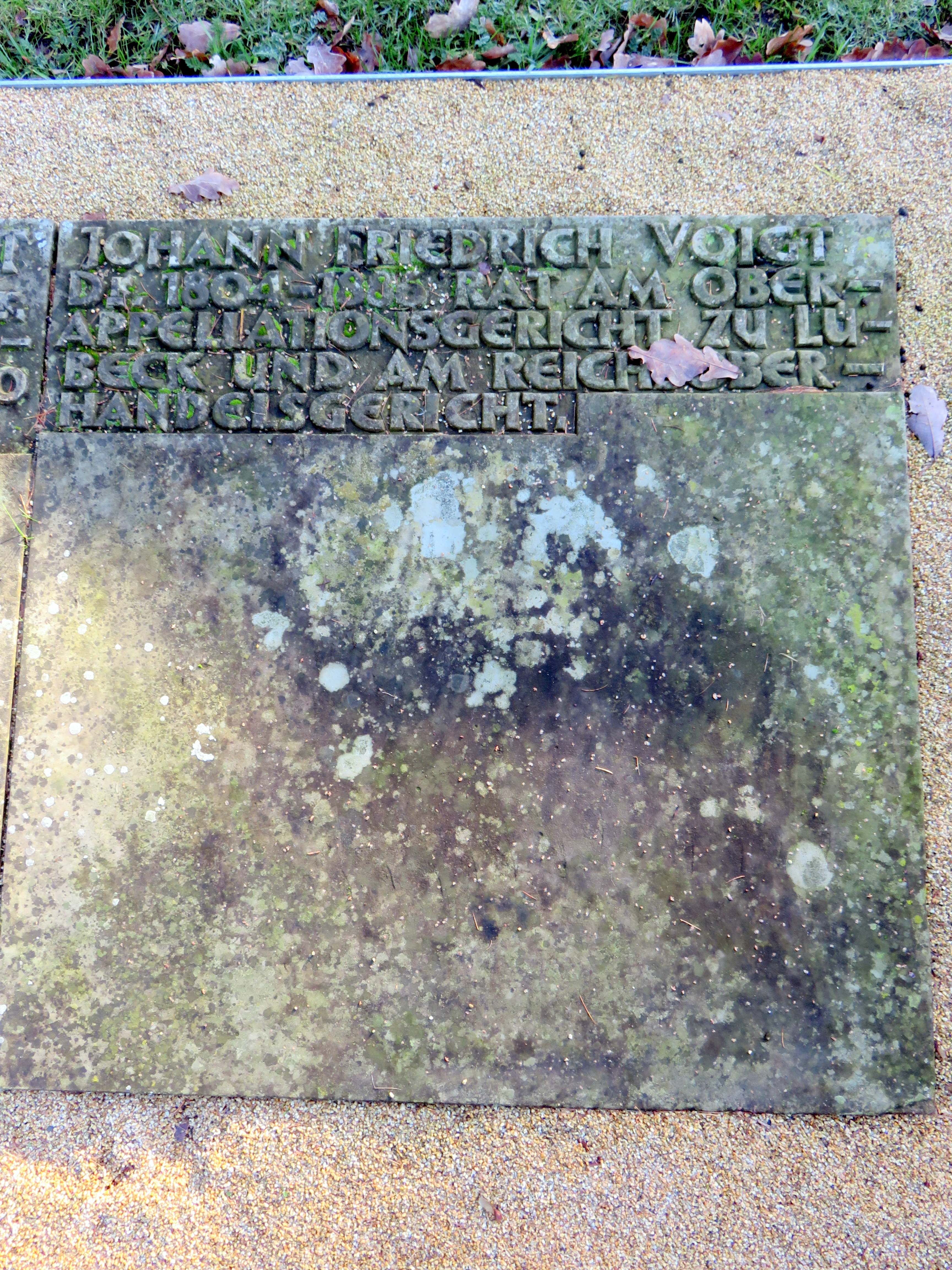
„Johann Friedrich Voigt Dr. 1804-1886 Rat am Oberappellationsgericht zu Lübeck und am Reichsoberhandelsgericht“, Friedhof Ohlsdorf

Voigt begann nach dem Studium der Rechtswissenschaften 1828 seine juristische Laufbahn als Anwalt in Hamburg mit dem Schwerpunkt im Handelsrecht, insbesondere im See- und Seeversicherungsrecht. Er wurde 1847 Partner der heute noch bestehenden Hamburger Sozietät Esche Schümann Commichau. 1853 wurde Voigt vom Hamburger Senat zum Richter am Oberappellationsgericht der vier Freien Städte gewählt. Er übte auf die Rechtsprechung dieses Gerichts aufgrund seiner eingehenden Kenntnisse des Handelsrechts und des Versicherungsgeschäfts einen erheblichen Einfluss aus. In den Jahren 1863 bis 1867 reformierte Voigt maßgeblich die Seeversicherung in Hamburg. 1870 wurde Voigt Richter am neu eingerichteten Bundesoberhandelsgericht in Leipzig, aus welchem bald das Reichsoberhandelsgericht entstand. Die Rechtsprechung dieses Gerichts in Handelssachen wurde von ihm mitgeprägt, besonders die Entscheidungen mit see- und seeversicherungsrechtlichem Hintergrund. 1879 trat Voigt mit dem Inkrafttreten der Reichsjustizgesetze und Aufhebung des ROHG nach 26-jähriger obergerichtlicher Tätigkeit in den Ruhestand und zog von Leipzig nach Hamburg zurück. Voigt war Begründer und Bearbeiter des „Neuen Archivs für Handelsrecht“ (1858 ff.). Er bearbeitet 1840 bis 1860 die Sammlung von Erkenntnissen des Oberappellationsgerichts zu Lübeck in hamburgischen Rechtssachen. Sein Hauptwerk war das in den Jahren 1884 bis 1886 in drei Heften herausgegebene „Deutsche Seeversicherungsrecht.“ Das letzte dieser Hefte erschien erst nach seinem Tod.
An Johann Friedrich Voigt wird auf der Doppelsammelgrabplatte Obergericht des Althamburgischen Gedächtnisfriedhofs, Friedhof Ohlsdorf, erinnert.

## Familie
Voigt heiratete am 14. Dezember 1832 Amalie Hübbe (* 5. Januar 1811; † 26. Februar 1889), Schwester des Ingenieurs Heinrich Hübbe. Das Paar hatte acht Kinder. Sein Sohn Johann Friedrich Voigt (1833–1920) war ebenfalls Jurist in Hamburg und Erster Beamter der Hamburger Landherrenschaft der Marschlande.

## Schriften
- Das deutsche Seeversicherungs-Recht. Commentar zu Buch 5 Titel 11 des Allgemeinen deutschen Handelsgesetzbuchs und zu den „Allgemeinen Seeversicherungs-Bedingungen von 1867“. Fischer, Jena 1887 (Digitalisat).

- Die neuen Unternehmungen zum Zweck der Ausgleichung der Verschiedenheiten der in den Seestaaten geltenden Havariegröße- und Seefracht-Rechte (Band 1), Fischer, Jena 1882 (Voigt war damals "Reichs-Oberhandelsgerichts-Rath a.D.") (Digitalisat)